# Maials
Maials település Spanyolországban, Lleida tartományban. Maials Seròs, Almatret, Riba-roja d'Ebre, Llardecans és Flix községekkel határos. Lakosainak száma 921 fő (2024).

## Népesség
A település népessége az utóbbi években az alábbiak szerint változott:
| Lakosok száma | 96   | 1978 | 2200 | 1647 | 1180 | 950  | 987  | 959  | 920  | 921  |
|               | 1717 | 1887 | 1936 | 1960 | 1986 | 2004 | 2009 | 2014 | 2019 | 2024 |